# 1985年ロナルド・レーガン大統領就任式
第40代アメリカ合衆国大統領のロナルド・レーガンの2回目の就任式は、1985年1月20日にホワイトハウスよりテレビ放送され、翌日1月21日にアメリカ合衆国議会議事堂のロタンダで再度行われた。これは50回目となる大統領就任式であり、大統領としてのレーガンと副大統領としてのジョージ・H・W・ブッシュの2期目の始まりとなった。就任当日に73歳と349日だったレーガンは2021年1月20日に78歳と61日で就任したジョー・バイデンに更新されるまで史上最高齢で就任宣誓した大統領だった。

## 就任式
屋外の天候は厳しく、日中の気温は7 °F (−14 °C)、風速冷却−25 °F (−32 °C)に及んだため、主催側は屋外で予定されていた一般公開の就任式を議事堂ロタンダへ移すことを余儀なくされた。就任式では前日と同様にレーガンの大統領就任宣誓をウォーレン・E・バーガー最高裁判所長官、ブッシュの副大統領就任宣誓をポッター・スチュワート元最高裁判所陪席判事が執り行った。式典の際にはジェシー・ノーマンがアーロン・コープランドの『アメリカの古い歌』より「ささやかな贈り物」を歌った。

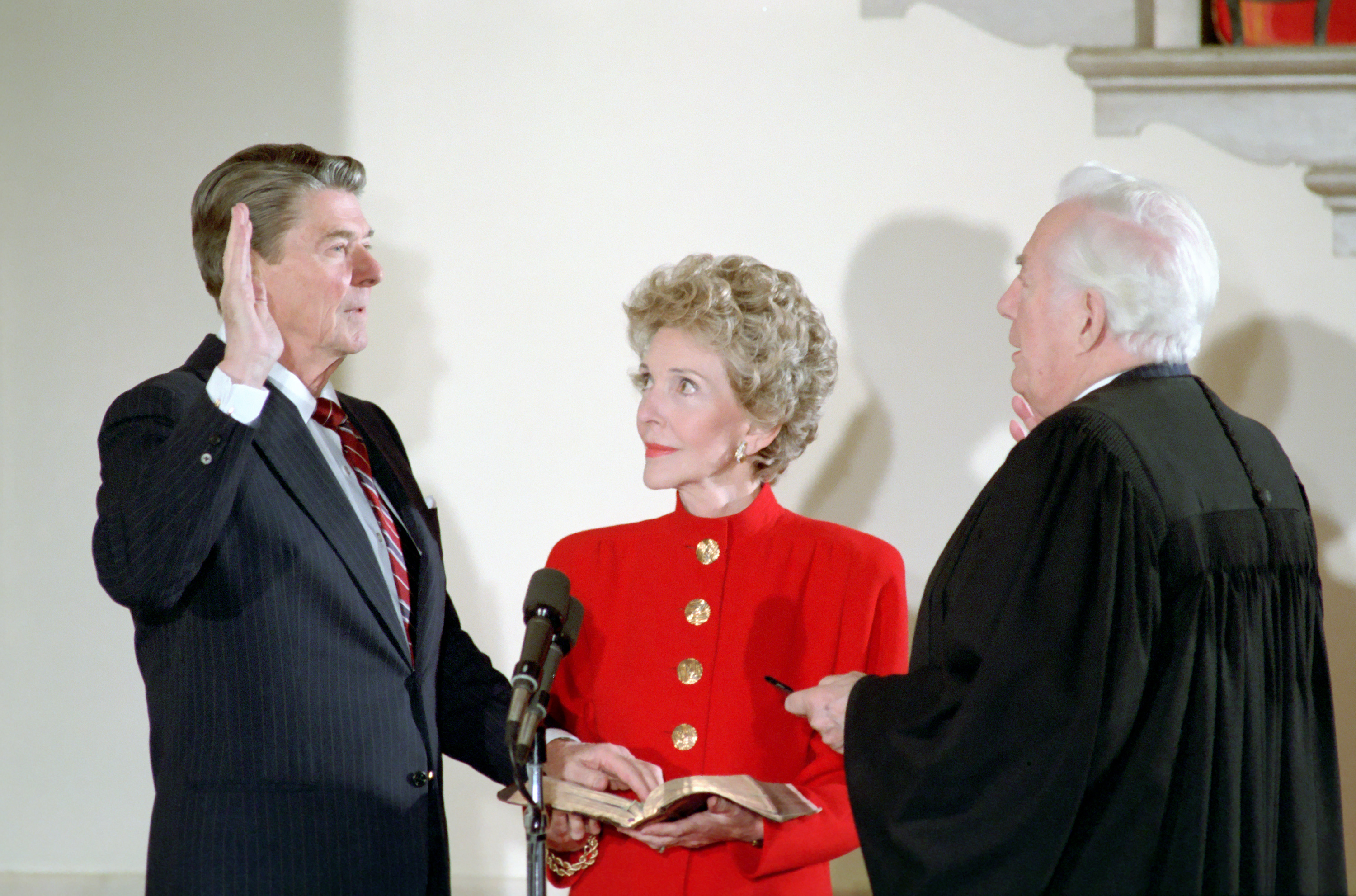
テレビで「非公開」の就任宣誓をするレーガン大統領（1985年1月20日）。

悪天候を受けてパレードは中止され、代わりのイベントがキャピタル・センターで実施された。
イベントはNBC、CBS、ABC、CNNにより報じられ、式典は全国にテレビ放送された。

## 就任式委員会
ウィテカー・チェンバースの息子である元UPI特派員のジョン・チェンバースが今回のレーガンと次回のビル・クリントンの就任式で就任式典合同委員会のエグゼクティブ・ディレクターを務めた。

## 余波
1985年5月27日（戦没将兵追悼記念日）、今回中止されたパレードに出演する予定だった50以上の高校のマーチングバンドのうち20のバンドがウォルト・ディズニー・ワールド・リゾートのエプコット・センターで開催された大統領就任バンド・パレードで演奏した。演奏の前にはレーガン大統領による演説が行われた。